# Parsonsia brisbanensis
Parsonsia brisbanensis är en oleanderväxtart som beskrevs av J.B. Williams. Parsonsia brisbanensis ingår i släktet Parsonsia och familjen oleanderväxter. Inga underarter finns listade i Catalogue of Life.